# SSV Brixen Handball 2018-2019

## Rosa 2018-2019

### Giocatori
| N° | Naz.                 | Ruolo | Sportivo                | Anno |  |  |
| -- | -------------------- | ----- | ----------------------- | ---- |  |  |
| 1  | Italia (bandiera)    | P     | Benno Pfattner          | 1987 |  |  |
| 12 | Italia (bandiera)    | P     | Michael Pedratscher     | 2001 |  |  |
| 21 | Italia (bandiera)    | P     | Alex Wierer             | 1996 |  |  |
| 3  | Italia (bandiera)    | A     | Moritz Michi            | 1999 |  |  |
| 7  | Croazia (bandiera)   | T     | Mislav Nenadić          | 1992 |  |  |
| 10 | Spagna (bandiera)    | C     | Sergio Crespo Diego     | 1995 |  |  |
| 14 | Argentina (bandiera) | A     | Mariano Castro          | 1993 |  |  |
| 15 | Italia (bandiera)    | PV    | Dominik Dorfmann        | 1986 |  |  |
| 19 | Italia (bandiera)    | T     | Markus Wieland          | 1992 |  |  |
| 26 | Italia (bandiera)    | PV    | Maximilian Brugger      | 2001 |  |  |
| 27 | Italia (bandiera)    | A     | Michael Ranalter        | 1991 |  |  |
| 29 | Italia (bandiera)    | PV    | Andrea Bašić            | 1985 |  |  |
| 38 | Italia (bandiera)    | T     | Christian Mitterrutzner | 2001 |  |  |
| 42 | Italia (bandiera)    | PV    | Alex Coppola            | 2003 |  |  |
| 44 | Italia (bandiera)    | A     | Wolfgang Mitterrutzner  | 1999 |  |  |
| 55 | Italia (bandiera)    | T     | Patrick Unterkircher    | 2000 |  |  |
| 62 | Italia (bandiera)    | A     | Matteo Tedesco          | 1998 |  |  |
| 75 | Italia (bandiera)    | A     | Lukas Schatzer          | 2002 |  |  |
| 77 | Italia (bandiera)    | C     | Felix Sader             | 1989 |  |  |

### Staff
- 1º Allenatore:  Meinhard Fliri
- 2º Allenatore:  Rudolf Neuner
- Fisioterapista:  Patrizia Gasser
- Fisioterapista:  Omar Bianchi